# Pferch (Bindlach)
Pferch ist ein Gemeindeteil in der Gemeinde Bindlach im Landkreis Bayreuth (Oberfranken, Bayern). Pferch liegt in der Gemarkung Euben.

## Geografie
Das Dorf besteht aus fünf Einzelsiedlungen. Die Hauptsiedlung liegt an einer Gemeindeverbindungsstraße, die nach Bremermühle zur Kreisstraße BT 14 (1,9 km nördlich) bzw. nach Euben verläuft (0,4 km südlich). Eine weitere Gemeindeverbindungsstraße führt nach Heisenstein (0,6 km nordwestlich).

## Geschichte
Pferch gehörte zur Realgemeinde Gemein. Gegen Ende des 18. Jahrhunderts bestand Pferch aus zwei Anwesen (1 Söldengut, 1 Gut). Die Hochgerichtsbarkeit stand dem bayreuthischen Stadtvogteiamt Bayreuth zu. Das bayreuthische Verwaltung Ramsenthal war Grundherr beider Anwesen.
Von 1797 bis 1810 unterstand der Ort dem Justiz- und Kammeramt Bayreuth. Mit dem Gemeindeedikt wurde Pferch dem 1812 gebildeten Steuerdistrikt Ramsenthal und der zugleich gebildeten Ruralgemeinde Haselhof zugewiesen. Mit dem Gemeindeedikt von 1818 erfolgte die Eingemeindung nach Euben. Am 1. Januar 1978 wurde Pferch im Zuge der Gebietsreform in Bayern nach Bindlach eingegliedert.

### Einwohnerentwicklung
| Jahr      | 001819 | 001822 | 001861 | 001871 | 001885 | 001900 | 001925 | 001950 | 001961 | 001970 | 001987 |
| Einwohner | 7      | 13     | 26     | 30     | 38     | 32     | 36     | 48     | 29     | 41     | 47     |
| Häuser    |        | 2      |        |        | 7      | 7      | 7      | 7      | 7      |        | 11     |
| Quelle    | [ 9 ]  | [ 6 ]  | [ 10 ] | [ 11 ] | [ 12 ] | [ 13 ] | [ 14 ] | [ 15 ] | [ 16 ] | [ 17 ] | [ 1 ]  |

## Religion
Pferch ist evangelisch-lutherisch geprägt und nach St. Bartholomäus (Bindlach) gepfarrt.